# Kung Valdemars segelled

Förenklad karta över Kung Valdemars segelled.

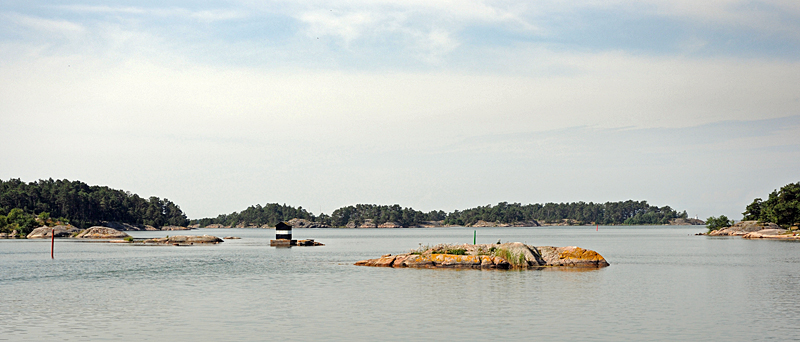
Kung Valdemars segelled vid Stendörren norr om Nyköping.

Kung Valdemars segelled är den moderna benämningen på en medeltida färdrutt i Östersjön från Blekinge längs den svenska ostkusten via Åland, Skärgårdshavet och Finlands sydkust till Reval (Tallinn) i Estland. Rutten har nedtecknats på latin för kung Valdemar Sejr i en medeltidsurkund känd som det danska itinerariet (det latinska ordet itinerarium betyder resevägvisare, efter iter som betyder resa). Själva segelbeskrivningen tros ha utformats under 1230-talet. En person som pekats ut som möjlig initiativtagare är biskopen av Reval, Thorkil (död 1260).
Segelleden beskrivs i korthuggna satser, som räknar upp sammantaget 101 platser längs kusten och avstånden mellan dem. Segelleden gick inomskärs nära kusten – först på 1300-talet blev det vanligare att segla utomskärs.
Det danska itinerariet, som är skrivet på latin och med åtminstone två olika handstilar, påträffades av Johan Gabriel Sparfwenfeldt på 1680-talet och var ett av flera dokument inbundna i Valdemar Sejrs jordebok från omkring 1230. Efter att ha delats upp i delar hamnade jordeboken samlad på Kungliga Biblioteket i Stockholm och överlämnades 1929 till Rigsarkivet i Köpenhamn. 
En översättning till svenska gjordes 1936 av Axel Härlin, som 1943 även kopplade de medeltida ortnamnen till dagens platser. Det visade sig att många orter bär samma namn än idag. Därför kan de flesta platser identifieras. Utgångspunkt för leden är Utlängan i Blekinge. Sträckor med större osäkerhet finns främst längs Smålands- och Roslagskusten. Avstånden anges i veckosjöar, ett gammalt nordiskt mått som anger den distans ett roddarlag klarar innan avlösning eller vila. Avståndet varierar alltså beroende på roddarna, vind, strömmar och andra faktorer, men kan sägas i detta sammanhang vara ungefär fyra sjömil (cirka 7,4 kilometer). 
Först på 1990-talet lanserades begreppet "Kung Valdemars segelled" i samband med att segelleden användes som inspiration för olika turistprojekt längs den svenska delen av färdsträckan, och flera av de platser som nämns i itinerariet märktes ut med skyltar.

## Ledens delar
Leden är skildrad i flera, delvis överlappande avsnitt vilket kan tyda på att det är en sammanställning från flera källor. Avsnittens start- och slutpunkter kan ha varit lotsstationer. Följande förteckning strävar att följa den 1995 utgivna ledskildringen .
1. Från Utlängan till Vinö (22 veckosjöar): Utlängan, Kalmar, Skäggenäs, Vållö (och Runö), Klämnaskär eller Djurhultsnabb, Geishammer, Uthammar, Ävrö, Vinö.
2. Från Kalmar till Bråviken (36 veckosjöar): Kalmar, Djurhultsnabb, Spårö, Halmare, Stora Askö, Kvädö, Olsösund, Rotsundet, Arkö, Bråviken som är 6 veckosjöar lång.
3. Från Bråviken till Vindö: Bråviken, Vinterklasen, Ålö, Rågö, Ringsö, Lacka, Askö, Revskär, Torö, Herrhamra, Mällsten, Älvsnabben, Gålö, Vindö med Runmarö i sydväst.
4. En alternativ, ostligare väg från Utö till Runmarö: Utö, Mellsten, Nåtarö, Ålö, Ornö, Nämdö, Runmarö.
5. Från Runmarö till Arholma: Runmarö, Berghamn, Stora Jällön, S. Stavsudda, Brunskär, Eknö, Harö, Lökaön, Möja, Särsö, Husarö, Ö. Lagnö, Linken, Sikmarö, Blidö, Yxlan, Oxhalsö, Sidö, Rävsnäs, Arholma. (Leden följer till stora delar samma sträckning som dagens Husaröled.)
6. Från Bråviken inre vägen till Stockholm (19 veckosjöar): Femöresund, Örsbaken, Rågö, Stendörren, Sävsundet, Hänö, Fifång, Svärdsund, Ekholmen, Yxlösund, Vitsgarnssund, Gålö, Dalarösund, Baggenstäket, Sveriges holme, Stockholm.
7. Från Sveriges holme till Arholma (8 veckosjöar): Sveriges holme, Tenösund, Stäksund, Nenningesundet, Vätö sund, Arholma. Att märka är att färden från Utlängan till Arholma går mer nordvart än ostvart.
8. Från Arholma till Tallinn (47 veckosjöar): Arholma, Ålands hav, Lemböte, Kökar. Märkas bör att mellan Kökar och Lemböte ligger många öar vid namn Föglö. Kökar, Aspösund (med tre öar Aspö, Refholm, Malmö och Jurmo ytterst mot söder och närmast havet). Aspö, Kyrkosund, Hangöudd. Och märkas bör, att från Arholma till Lemböte kursen leder mitt mellan öster och norr, och att man, om vinden står gynnsam från väster, kan segla i rät linje från Arholma till Hangö. Hangö (på finska Cuminpe), Tvärminne, Hästö-Busö, Jussarö, Horinsare (på danska Hæstø), Porkala. Och till denna ö går kursen från Hangöudd mot öster och dock litet åt norr. Så från Porkala till Nargö, Karlsö, Revalsburg. Märkas bör att från Porkala till Revalsburg har man att segla i sydostlig riktning.
9. En genväg från Hangö till Odensholm (8 veckosjöar).

### Karta över ledens sträckningar genom Stockholms skärgård

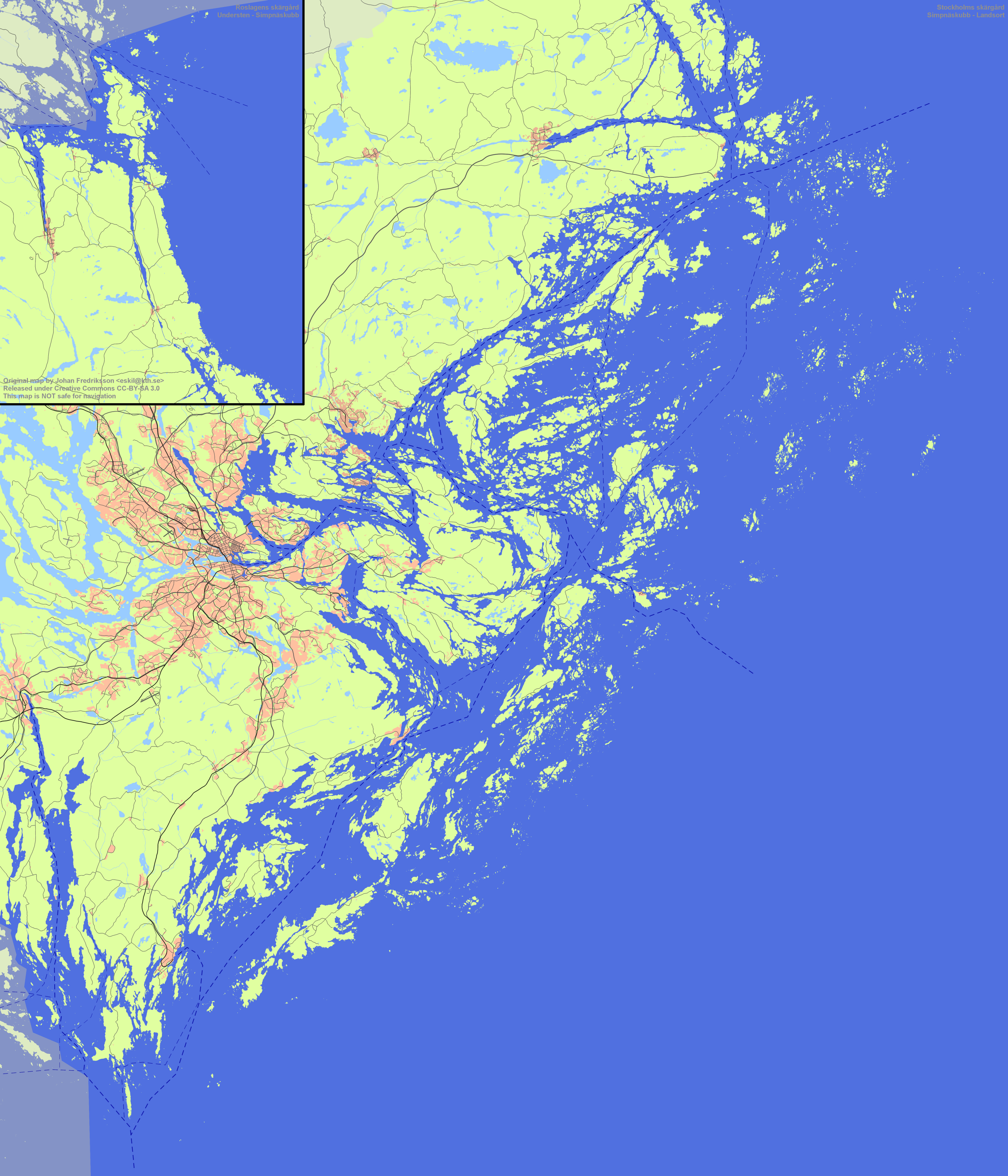
Ledens olika sträckningar genom Stockholms skärgård.
Yttre leden från Bråviken till Runmarö.
Inre leden via Stockholm till Arholma.
Alternativ väg från Utö till Runmarö.
Leden från Runmarö till Arholma.